# Сушозеро
Сушозеро — пресноводное озеро на территории Кестеньгского сельского поселения Лоухского района Республики Карелии и сельского поселения Зареченск Кандалакшского района Мурманской области.
Является частью Иовского водохранилища.

## Общие сведения
Площадь озера — 16,4 км², площадь водосборного бассейна — 20100 км². Располагается на высоте 72,0 метров над уровнем моря.
Форма озера лопастная, продолговатая: оно более чем на двадцать километров вытянуто с юго-запада на северо-восток. Берега изрезанные, каменисто-песчаные, преимущественно возвышенные, местами заболоченные.
Через озеро течёт река Ковда, впадающая в Белое море.
Также в озеро впадают реки Сюняйоки и Яурланйоки. С запада Сушозеро соединяется с Тумчаозером, в которое впадают реки Кувжденьга и Тумча.
В озере расположено не пяти десятков безымянных островов различной площади, рассредоточенных по всей площади водоёма.
Вдоль юго-восточного берега озера проходит автодорога местного значения.
Код объекта в государственном водном реестре — 02020000511102000001014.